# さよなら夏の日
「さよなら夏の日」（さよならなつのひ）は、1991年5月10日に発売された山下達郎通算21作目のシングル。

## 解説
「さよなら夏の日」はアルバム『ARTISAN』からの先行シングルで、第一生命の企業イメージCMに使用された。後にベスト・アルバム『TREASURES』とオールタイム・ベスト『OPUS 〜ALL TIME BEST 1975-2012〜』にそれぞれ収録された。『OPUS』発売を受け、2012年7月には三菱電機のカーナビゲーション、「DIATONE SOUND.NAVI」のテレビCMにも使用された。夏の終わりにガール・フレンドと遊園地（山下の地元である東京都練馬区の「としまえん」（2020年8月閉園））のプールに行った時に夕立に遭い、雨上がりの虹を見たという高校生の時の思い出を元に作った曲ゆえ、とても愛着のある作品だという。また、全ての演奏を自分一人で行った初めてのシングルだというのも、思い入れの強さの一因だとしている。カウンター・ラインを、当時購入したばかりのハンドベルで演奏している。前年にはデビー・ギブソン（Debbie Gibson）が自ら作詞を手がけ、同曲を「Without You」としてリリースしている。2025年8月から9月にかけて、『テレビ体操』にて「さよなら夏の日」のピアノアレンジが体操の伴奏に使用されている。
「モーニング・シャイン」は発売前年の10月に放送を開始したTBS系列の朝の情報番組「ビッグモーニング」テーマ・ソングとして制作された楽曲（1993年3月まで使用され、同年4月からは「ヘロン」が「鳴かないでHERON」のタイトルで使用）。当初はこのシングルのみでのリリースだったためアルバム収録の機会がなかったが、後にベスト・アルバム『RARITIES』に収録された。山下によればこの曲は、今はなきスマイル・ガレージ・スタジオの音がしているという。
『RARITIES』初回盤にセットのオリジナル・カラオケ・スペシャルCD『TATSURO YAMASHITA ORIGINAL KARAOKE COLLECTION』には、「さよなら夏の日」のカラオケ・ヴァージョンが収録された。また、2021年リリースの『ARTISAN -30th Anniversary Edition-』にも、「さよなら夏の日 (Original Karaoke)」と「モーニング・シャイン」がボーナス・トラックに収録された。

## 収録曲
| 全作詞・作曲・編曲: 山下達郎。 |                                                                     |          |            |                                             |
| #                              | タイトル                                                            | 作詞     | 作曲・編曲 |                                             |
| 1.                             | 「さよなら夏の日」(第一生命テーマ・ソング)                          | 山下達郎 | 山下達郎   | ©1991 Smile Publishers Inc.                 |
| 2.                             | 「モーニング・シャイン」(TBS系「ビッグモーニング」初代テーマソング) | 山下達郎 | 山下達郎   | ©1990 Nichion, Inc. & Smile Publishers Inc. |

## レコーディング

### さよなら夏の日
| 山下達郎 :                             | - Drum Programming, Computer Programming, Electric Guitar, Acoustic Piano, - Synthesizers, Hand Bells, Percussion & Background Vocals |
|                                        | |
| 佐藤康夫 : Recording & Mixing Engineer | |

### モーニング・シャイン
| 山下達郎 :                                | - Lead Vocal, Computer Programming, - Electric Guitar, Acoustic Guitar, Keyboards, Glocken, Percussion & Background Vocals |
| 青山純 : Drums                            | |
| 伊藤広規 : Electric Bass                  | |
| 難波弘之 : Acoustic Piano & Fender Rhodes | |
| 淵野繁雄 : Tenor Sax Solo                 | |
|                                           | |
| 佐藤康夫 : Recording & Mixing Engineer    | |
| Recorded & Mixed at Smile Garage in 1991  | |

## クレジット
- Produced by TATSURO YAMASHITA

## リリース日一覧
| 地域 | タイトル                              | リリース日    | レーベル   | 規格  | 品番      | 備考 |
| ---- | ------------------------------------- | ------------- | ---------- | ----- | --------- | --- |
| 日本 | さよなら夏の日 / モーニング・シャイン | 1991年5月10日 | MOON / MMG | 8cmCD | AMDM-6034 | |
| 日本 | さよなら夏の日 / モーニング・シャイン | 1991年5月10日 | MOON / MMG | CT    | AMSM-6034 | シングルと同時発売。A, B面それぞれに、全2曲収録（両面とも同内容）。ジャケット裏面の写真はカセットにのみ使用。 |

## 収録アルバム
| # | タイトル                           | リリース日     | レーベル                  | 規格        | 品番                                                  | 備考 |
| - | ---------------------------------- | -------------- | ------------------------- | ----------- | ----------------------------------------------------- | --- |
| 1 | ARTISAN                            | 1991年6月18日  | MOON / MMG                | - CD - CT   | - AMCM-4240 - AMTM-4100                               | 「さよなら夏の日」を収録。 |
| 1 | ARTISAN                            | 1999年6月2日   | MOON / WARNER MUSIC JAPAN | CD          | WPCV-10026                                            | 品番改定によるエムエムジー盤の再発 |
| 2 | TREASURES                          | 1995年11月18日 | MOON / east west japan    | CD          | AMCM-4240                                             | ムーン・レーベル初のベスト・アルバム。「さよなら夏の日」を収録。 |
| 2 | TREASURES                          | 1999年6月2日   | MOON / WARNER MUSIC JAPAN | CD          | WPCV-10028                                            | 品番改定によるイーストウエスト盤の再発 |
| 3 | RARITIES                           | 2002年10月30日 | MOON / WARNER MUSIC JAPAN | CD          | WPC2-10001                                            | 未アルバム化レア音源集。「モーニング・シャイン」を収録。また、初回盤にセットの『TATSURO YAMASHITA ORIGINAL KARAOKE COLLECTION』に、「さよなら夏の日」のカラオケ・ヴァージョンを収録。 |
| 4 | OPUS 〜ALL TIME BEST 1975-2012〜   | 2012年9月26日  | MOON / WARNER MUSIC JAPAN | - 4CD - 3CD | - WPCL-11201/4【初回限定盤】 - WPCL-11205/7【通常盤】 | オールタイム・ベスト。「さよなら夏の日」を収録。 |
| 5 | COME ALONG 3                       | 2017年8月2日   | MOON / WARNER MUSIC JAPAN | CD          | WPCL-12690                                            | コンピレーション・アルバム。「さよなら夏の日」を収録。 |
| 6 | ARTISAN -30th Anniversary Edition- | 2021年8月18日  | MOON ⁄ WARNER MUSIC JAPAN | CD          | WPCL-13305                                            | 2021年リマスター音源による30周年盤。「さよなら夏の日」に加え、ボーナス・トラックに「モーニング・シャイン」と「さよなら夏の日 (Original Karaoke)」を収録。                             |
| 6 | ARTISAN -30th Anniversary Edition- | 2021年8月18日  | MOON ⁄ WARNER MUSIC JAPAN | 2LP         | WPLJ-10143/4                                          | 2021年リマスタリング音源を重量盤180g仕様のディスク2枚に分けて4面に収録した完全生産限定。「さよなら夏の日」を収録。                                                                    |